# Йохан ван Херк
Йоган ван Герк (нар. 24 травня 1974) — колишній бельгійський тенісист.
Найвищу одиночну позицію світового рейтингу — 65 місце досяг 12 травня 1997, парну — 291 місце — 24 лютого 1997 року.
Найвищим досягненням на турнірах Великого шолома було 3 коло в одиночному розряді.

## Фінали ATP Челленджер і ITF Ф'ючерс

### Одиночний розряд: 13 (8–5)
| Легенда              |
| -------------------- |
| ATP Челленджер (8–4) |
| ITF Ф'ючерс (0–1)    |

| Фінали за покриттям |
| ------------------- |
| Тверде (2–1)        |
| Ґрунт (6–4)         |
| Трава (0–0)         |
| Килим (0–0)         |

| Результат | В-П | Дата     | Турнір                      | Рівень     | Покриття | Суперник            | Рахунок       |
| --------- | --- | -------- | --------------------------- | ---------- | -------- | ------------------- | ------------- |
| Поразка   | 0-1 | Лип 1994 | Остенде, Бельгія            | Челленджер | Ґрунт    | Крістіан Рууд       | 6–2, 4–6, 1–6 |
| Перемога  | 1-1 | Лют 1995 | Мендоса, Аргентина          | Челленджер | Ґрунт    | Хуан Альберт Вілока | 7–6, 6–1      |
| Перемога  | 2-1 | Лип 1995 | Монтобан, Франція           | Челленджер | Ґрунт    | Войтек Ковальський  | 6–4, 4–6, 6–3 |
| Перемога  | 3-1 | Лип 1995 | Остенде, Бельгія            | Челленджер | Ґрунт    | Фредерік Фонтан     | 6–3, 6–2      |
| Перемога  | 4-1 | Бер 1996 | Стокгольм, Швеція           | Челленджер | Тверде   | Ян Апелль           | 6–3, 7–5      |
| Поразка   | 4-2 | Січ 1997 | Сінгапур, Сінгапур          | Челленджер | Тверде   | Андрій Чесноков     | 6–3, 6–7, 2–6 |
| Перемога  | 5-2 | Кві 1997 | Пейджет, Бермудські Острови | Челленджер | Ґрунт    | Саргис Саргсян      | 6–1, 4–6, 6–0 |
| Перемога  | 6-2 | Кві 1997 | Бірмінгем, США              | Челленджер | Ґрунт    | Томмі Гаас          | 7–6, 6–7, 6–4 |
| Перемога  | 7-2 | Жов 1997 | Брест, Франція              | Челленджер | Тверде   | Себастьян Грожан    | 4–6, 6–2, 6–4 |
| Поразка   | 7-3 | Кві 1998 | Бірмінгем, США              | Челленджер | Ґрунт    | Крістіан Рууд       | 6–2, 1–6, 1–6 |
| Поразка   | 7-4 | Чер 2000 | Італія F5, Турин            | Ф'ючерс    | Ґрунт    | Массімо Делл'Аква   | 5–7, 2–6      |
| Поразка   | 7-5 | Лип 2000 | Остенде, Бельгія            | Челленджер | Ґрунт    | Олів'є Рохус        | 4–6, 4–6      |
| Перемога  | 8-5 | Лип 2000 | Тампере, Фінляндія          | Челленджер | Ґрунт    | Олів'є Мютіс        | 6–3, 6–2      |

## Часовий графік результатів
| W | Ф | ПФ | ЧФ | #Р | КТ | К# | DNQ | A | NH |

### Одиночний розряд
| Турніри Великого шлему                 |     |     |     |     |     |     |     |     |        |      |     |
| Відкритий чемпіонат Австралії з тенісу |     |     |     | 1р  | 1р  | 1р  | К1р |     | 0 / 3  | 0–3  | 0%  |
| Відкритий чемпіонат Франції з тенісу   |     |     | 2р  | 1р  | 1р  | 3р  | К2р | К3р | 0 / 4  | 3–4  | 43% |
| Вімблдонський турнір                   |     |     |     | 1р  | 1р  | 1р  |     |     | 0 / 3  | 0–3  | 0%  |
| Відкритий чемпіонат США з тенісу       |     |     | 1р  |     | 2р  |     |     |     | 0 / 2  | 1–2  | 33% |
| В-П                                    | 0–0 | 0–0 | 1–2 | 0–3 | 1–4 | 2–3 | 0–0 | 0–0 | 0 / 12 | 4–12 | 25% |
| Тур ATP Мастерс 1000                   |     |     |     |     |     |     |     |     |        |      |     |
| Відкритий чемпіонат Маямі з тенісу     |     |     |     |     | 1р  | 1р  |     |     | 0 / 2  | 0–2  | 0%  |
| Париж                                  | К2р |     |     |     |     |     |     |     | 0 / 0  | 0–0  | –   |
| В-П                                    | 0–0 | 0–0 | 0–0 | 0–0 | 0–1 | 0–1 | 0–0 | 0–0 | 0 / 2  | 0–2  | 0%  |